# Guy Morgan
Munden Guy Morgan (Virginia Beach, Virginia, 23 de agosto de 1960) es un exjugador de baloncesto estadounidense que disputó una temporada en la NBA. Con 2,03 metros de estatura, jugaba en la posición de ala-pívot.

## Trayectoria deportiva

### Universidad
Jugó durante cuatro temporadas con los Demon Deacons de la Universidad Wake Forest, en las que promedió 10,0 puntos, 6,2 rebotes y 1,6 tapones por partido. Fue elegido mejor jugador de su equipo en dos ocasiones, acabando su carrera con 1.128 puntos y 703 rebotes, pero no llegó a ser seleccionado nunca en los mejores quintetos de la Atlantic Coast Conference.

### Profesional
Fue elegido en la cuadragésima posición del Draft de la NBA de 1982 por Indiana Pacers, donde únicamente saltó a pista en 8 partidos, promediando 1,9 puntos y 2,1 rebotes, siendo despedido en el mes de enero.
Jugó posteriormente en Italia antes de regresar a su país donde montó una consultoría deportiva.

## Estadísticas de su carrera en la NBA

### Temporada regular
| Temporada | Edad | Equipo         | Liga | P | TIT | MIN | TC  | TCA | %TC  | 3P  | 3PA | %3P | TL  | TLA | %TL  | R.OF. | R.DEF. | REB | ASIS | ROB | TAP | PER | FP  | PTS |
| 1982-83   | 22   | Indiana Pacers | NBA  | 8 | 0   | 5.8 | 0.9 | 3.0 | .292 | 0.0 | 0.0 |     | 0.1 | 0.5 | .250 | 0.8   | 1.4    | 2.1 | 0.9  | 0.3 | 0.0 | 0.3 | 0.9 | 1.9 |
| Total     |      |                | NBA  | 8 | 0   | 5.8 | 0.9 | 3.0 | .292 | 0.0 | 0.0 |     | 0.1 | 0.5 | .250 | 0.8   | 1.4    | 2.1 | 0.9  | 0.3 | 0.0 | 0.3 | 0.9 | 1.9 |